# Harry Lloyd
Harry Charles Salusbury Lloyd (Hammersmith, Londres, Inglaterra; 17 de noviembre de 1983) es un actor británico, conocido por haber interpretado a Will Scarlett en la serie Robin Hood, a Viserys Targaryen en la serie de HBO Juego de tronos y por darle la voz a Viktor en la serie Arcane.

## Biografía
Harry es hijo de la editora de libros infantiles Marion Evelyn Dickens y su tátara-tátara abuelo fue el escritor victoriano Charles Dickens.
Harry es primo de la escritora Lucinda Hawksley y del actor Gerald Dickens.
En 2001 asistió al Eton College y se graduó de la Universidad de Oxford el 26 de julio de 2005.

## Carrera
Mientras estudió en el Eton formó parte del elenco de la película televisiva David Copperfield con el papel de Steerforth, en 1999. Luego interpretó a Rivers en la película Goodbye, Mr.  Chips. Lloyd estudio en el Christ Church de Oxford, donde se unió a la Oxford University Dramatic Society. Apareció en varias obras de teatro.
Hizo el papel de Valentín en El beso de la mujer araña y el de Antipholus de Siracusa en la obra de William Shakespeare The Comedy of Errors, de la OUDS. En el verano de 2005 salió de gira por Japón junto con Felicity Jones. Salió de Oxford graduándose con un superior en segundo grado. Se graduó en la universidad de Oxford el 27 de julio de 2007.
En 2006 se unió al elenco de la serie Robin Hood, donde interpretó a Will Scarlet, un joven miembro de la banda de Robin Hood, hasta el 2007, después de que su personaje decidiera quedarse en la tierra prometida con Djaq.
A principios de 2007 hizo su debut profesional en los "Trafalgar Studios" en A Gaggle of Saint. También interpretó a Jeremy Baines, un estudiante cuya mente es absorbida por una especie de extraterrestres llamada The Family of Blood, en los episodios de Doctor Who "Human Nature" y "The Family of Blood".
En 2011 apareció como personaje regular durante la primera temporada de la serie Game of Thrones, donde interpretó a Viserys Targaryen, el hermano mayor de Daenerys Targaryen. Ese mismo año interpretó a Herbey Pocket, el mejor amigo de Pip (Douglas Booth), en la miniserie Great Expectations.
En 2012 apareció en la miniserie The Hollow Crown, donde interpretó a Edmund Mortimer. En dicha serie compartió créditos con los actores Jeremy Irons, Alun Armstrong y Tom Hiddleston.
En enero del 2014 se unió al elenco principal de la serie Manhattan, donde interpretó a Paul Crosley, un científico británico, hasta el final de la serie en 2015.
En 2015 se unió a la miniserie Wolf Hall, donde interpretó a Henry Percy, VI conde de Northumberland.
El 30 de septiembre de 2016 se anunció que Harry Lloyd se había unido al elenco de la serie Counterpart, donde dio vida a Peter Quayle, un director de clase alta en la agencia de Howard. En la serie comparte créditos con los actores J. K. Simmons y Olivia Williams. El programa fue estrenado en 2017.
En 2018 interpretó a la versión joven de Joe Castleman, personaje interpretado en su versión más adulta por Jonathan Pryce, en la película de drama La buena esposa.

## Filmografía

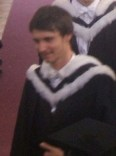
Harry Lloyd en su graduación en 2005.

### Television
| Año       | Título                             | Personaje                                    | Episodios                                                                                      |
| --------- | ---------------------------------- | -------------------------------------------- | ---------------------------------------------------------------------------------------------- |
| 1999      | David Copperfield                  | Young James Steerforth                       | Television film                                                                                |
| 2002      | Goodbye, Mr. Chips                 | Young Rivers                                 | Television film                                                                                |
| 2005      | Murder Investigation Team          | Matt Pattinson                               | Series 2, Episodio 1                                                                           |
| 2005      | The Bill                           | Matt Richie                                  | Episodio 377                                                                                   |
| 2006      | Holby City                         | Damon Hughes                                 | Episode: "Flight of the Bumblebee"                                                             |
| 2006      | Vital Signs                        | Jason Bradley                                | 5 episodios                                                                                    |
| 2006      | Genie in the House                 | Nev                                          | Episodeio: "Puppy Love"                                                                        |
| 2006–2007 | Robin Hood                         | Will Scarlett                                | 26 episodios                                                                                   |
| 2007      | Doctor Who                         | Jeremy Baines                                | 2 episodios                                                                                    |
| 2008      | Heroes and Villains                | Lucas                                        | Episode: "Richard the Lionheart"                                                               |
| 2008      | The Devil's Whore                  | Prince Rupert of the Rhine                   | Series 1, Episodio 1                                                                           |
| 2009      | Lewis                              | Peter                                        | Episodio: "Counter Culture Blues"                                                              |
| 2009      | Taking the Flak                    | Alexander Taylor-Pierce                      | 5 episodios                                                                                    |
| 2011      | Game of Thrones                    | Viserys Targaryen                            | Main role; 5 episodes (season 1) Nominated Scream Award for Best Ensemble                      |
| 2011      | Great Expectations                 | Herbert Pocket                               | Miniseries; 2 episodios                                                                        |
| 2012      | The Hollow Crown: Henry IV, Part 1 | Sir Edmund Mortimer                          | Television film                                                                                |
| 2012      | The Fear                           | Matty Beckett                                | Miniseries; 4 episodios Nominated – British Academy Television Award for Best Supporting Actor |
| 2014      | Manhattan                          | Paul Crosley                                 | 23 episodios                                                                                   |
| 2015      | Wolf Hall                          | Lord Henry Percy, 6th Earl of Northumberland | Miniseries; 3 episodios                                                                        |
| 2016      | Marcella                           | Henry Gibson                                 | 8 episodios                                                                                    |
| 2017–2018 | Counterpart                        | Peter Quayle                                 | 18 episodios                                                                                   |
| 2018      | Hang Ups                           | Nathan Slater                                | 4 episodios                                                                                    |
| 2019      | Legion                             | Profesor X / Charles Xavier                  |                                                                                                |
| 2021      | Arcane                             | Viktor                                       | Actor de Voz                                                                                   |
| TBA       | Brave New World                    | Bernard Marx                                 |                                                                                                |

### Cine
| Año  | Título                   | Personaje            | Notas                                                                                          |
| ---- | ------------------------ | -------------------- | ---------------------------------------------------------------------------------------------- |
| 2018 | La buena esposa          | Joven Joe Castleman  | Junto a Glenn Close, Jonathan Pryce, Annie Starke, Christian Slater y Alix Wilton Regan        |
| 2015 | The Theory of Everything | Brian                | Junto a Felicity Jones, Eddie Redmayne, David Thewlis, Emily Watson y Adam Godley              |
| 2015 | The Show                 | Geoffrey             | Junto a Kate Fahy, Adeel Akhtar, Hal Scardino y Joelle Koissi                                  |
| 2014 | The Riot Club            | Lord Riot            | Junto a Thomas Arnold, Max Irons, Sam Claflin, Holliday Grainger y Sam Reid                    |
| 2014 | Big Significant Things   | Craig Harrison       | Junto a Krista Kosonen, Sylvia Grace Crim y Travis Koop                                        |
| 2014 | Narcopolis               | Científico de Ambro  | Junto a Elliot Cowan, Elodie Yung, Jonathan Pryce, Robert Bathurst, James Callis y Cosima Shaw |
| 2013 | The Show                 | Geoffrey             | Junto a Celine Abrahams, Sean Buchanan, Charles Dorfman y Kate Fahy                            |
| 2013 | Closer to the Moon       | Virgil               | Junto a Mark Strong, Vera Farmiga, Joe Armstrong y Anton Lesser                                |
| 2013 | Desire                   | Chris                | Cortometraje; junto a Lauren Drummond, Alison Carroll y Tala Gouveia                           |
| 2011 | The Iron Lady            | Joven Denis Thatcher | Junto a Meryl Streep, Anthony Head y Jim Broadbent                                             |
| 2011 | Jane Eyre                | Richard Mason        | Junto a Jamie Bell, Mia Wasikowska, Holliday Grainger y Michael Fassbender                     |
| 2011 | The Half-Light           | Segundo Hombre       | Cortometraje; junto a Henry Goodman y David Haig                                               |
| 2011 | Junk                     | Blakeson             | Junto a Jonathan Pryce y James Payton                                                          |
| 2009 | Oscar & Jim              | Jerry                | Cortometraje; junto a Charlie Covell                                                           |
| 2002 | Goodbye, Mr. Chips       | Joven Rivers         | junto a John Wood y Patrick Malahide                                                           |
| 1999 | David Copperfield        | Joven Steerforth     | Junto a Maggie Smith, Ian McKellen y Alun Armstrong                                            |
| 2022 | The Lost King            | El rey Ricardo III   |                                                                                                |

### Teatro
| Año  | Obra                                               | Personaje | Director(a)    | Teatro              | Notas                                                |
| ---- | -------------------------------------------------- | --------- | -------------- | ------------------- | ---------------------------------------------------- |
| 2012 | The Duchess of Malfi                               | Ferdinand | -              | Old Vic Theatre     | Junto a Eve Best, Tom Bateman y Madeline Appiah      |
| 2010 | The Little Dog Laughed                             | Alex      | Jamie Lloyd    | Garrick Theatre     | Junto a Gemma Arterton, Rupert Friend y Tamsin Greig |
| 2007 | A Gaggle of Saints (parte "Bash: Latterday Plays") | Virgil    | Neil LaBute    | Trafalgar Studio 2  | -                                                    |
| 2007 | Manfred                                            | -         | Lord Byron     | King's Head Theatre | -                                                    |
| 2007 | The Good Family                                    | Janne     | Joakim Pirinen | Royal Court Theatre | -                                                    |

## Premios y nominaciones
| Año  | Categoría                    | Premio                                 | Trabajo nominado       | Resultado |
| ---- | ---------------------------- | -------------------------------------- | ---------------------- | --------- |
| 2015 | Best Actor in a Leading Role | Gopos Award                            | Closer to the Moon     | Nominado  |
| 2014 | Achievement in Acting Award  | Guam International Film Festival Award | Big Significant Things | Nominado  |
| 2013 | Best Supporting Actor        | BAFTA TV Award                         | The Fear               | Nominado  |